# ルートヴィヒ・クノール
ルートヴィヒ・クノール（ドイツ語: Ludwig Knorr、1859年 - 1921年）は、ドイツ・ミュンヘン生まれの化学者。
1887年に初めてアンチピリンを合成したことで知られている。